# 카툰 네트워크의 영화 목록

## 2000년대
- 파워퍼프걸 영화 (2002년)
- 파티 왜건 (2004년)
- 다시 애니메이션 (2006년)
- 벤 10: 과거로의 질주 (2007년)

## 2010년대
- 레벨 업 (2011년)
- 레귤러 쇼: 더 무비 (2015년)
- 틴 타이탄 GO! 투 더 무비스 (2018년)
- 스티븐 유니버스: 더 무비 (2019년)

## 2020년대
- 위 베어 베어스: 더 무비 (2020년)

## 같이 보기
- 카툰 네트워크의 텔레비전 프로그램 목록